# Дом-музей А. И. Куприна
Дом-музей А. И. Куприна — дом-музей в селе Наровчат Пензенской области, построен на месте дома, в котором родился писатель А. И. Куприн.
Музей в Наровчате — единственный музей писателя, хотя с именем Куприна связана усадьба Батюшковых, расположенная в Вологодской области, где он бывал в 1906—1911 годах наездами, проведя там в общей сложности около двух лет, а также усадьба Щербова в Гатчине, где он бывал в гостях.

## История
В Наровчате, уездном городке Пензенской губернии, А. И. Куприн родился в 1870 году. В возрасте трёх лет мальчик был увезён матерью в Москву.
Перед отъездом мать будущего писателя продала свой дом чиновнику Соколовскому, а тот его перепродал купцам Шлыковым, при которых дом сгорел в 1891 году.
Нынешнее здание — дом купца Шлыкова В.И, построено на фундаменте сгоревшего дома Куприных. Этот дом в дальнейшем менял хозяев, известно, что в этом доме родился и жил литературовед В. И. Малышев.
В 1981 году в этом доме был открыт музей А. И. Куприна. У истоков создания экспозиции стояли Фролов П. А. (педагог, литературовед, автор книги «А. И. Куприн и Пензенский край») и искусствовед Кугель Н. А.. Дочь писателя Ксения передала музею семейные реликвии: любимую кофеварку Куприна, пепельницу в виде рыбы, издания книг, семейные портреты и фотографии.
Наровчат как место создания музея был выбран, так как собственный дом писателя в Гатчине не сохранился, а жизнь Куприна проходила в казённых учебных заведениях, казармах, съёмных квартирах, затем в эмиграции, а по возвращении в 1937 году в Россию — на даче Союза писателей СССР.
Хотя кроме жизни до трёх лет Куприн никогда не был в Наровчате (но приезжал на несколько дней в пензенскую деревню Пановку к знакомым), однако родной город оставил свой след в творчестве писателя, упоминается им в ряде произведений, так, например, главный герой повести «Поединок» подпоручик Ромашов родом из Наровчата.